# Charles du Breil

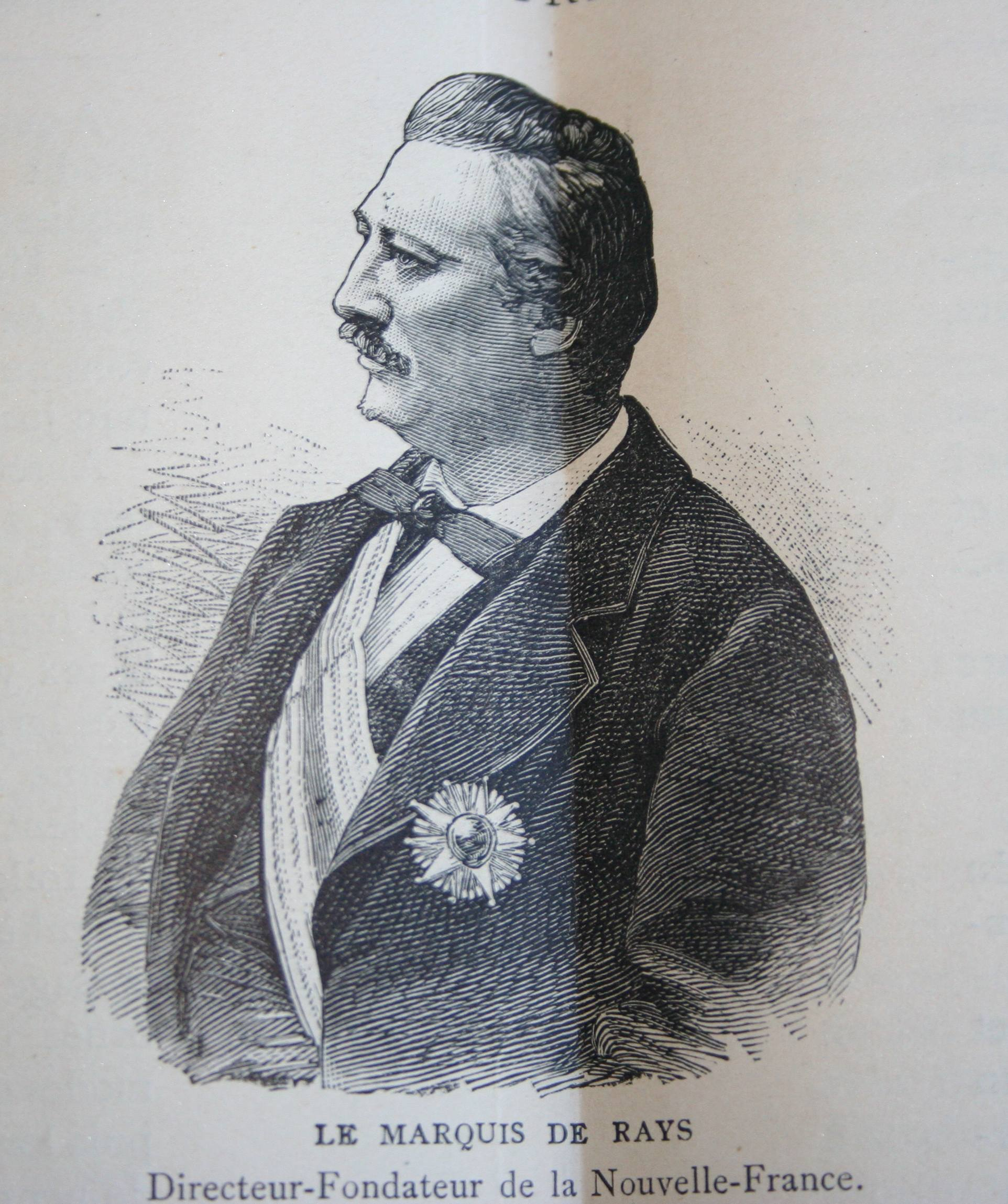
Marquis De Rays, 1883

Charles Marie Bonaventure du Breil, Marquis de Rays (* 2. Januar 1832 bei Pont-de-Buis-lès-Quimerch, Frankreich; † 29. Juli 1893 in Rosporden, Frankreich) war ein französischer Adliger, Hochstapler und vorgeblicher Koloniegründer im Südpazifik. Er organisierte insgesamt vier Expeditionen auf die Insel Neuirland, um dort eine Kolonie mit dem geplanten Namen Neu-Frankreich zu gründen, was letztlich aber unter erheblichen Verlusten, auch an Menschenleben, an verschiedenen Mängeln scheiterte.

## Biographie

Marquis-de-Rays-Kolonie in Likiliki, 1880

Du Breil wurde auf dem Familiengut bei Pont-de-Buis-lès-Quimerch in der Bretagne als Sohn von Charles du Breil und Mari Prevost geboren. Als Kind trat er 1838 die Nachfolge seines Vaters als Marquis de Rays an und verbrachte seine Jugend mit Auslandsreisen in die Vereinigten Staaten, Senegal, Madagaskar und Indochina. Er kehrte schließlich nach Frankreich zurück, wo er am 22. September 1869 Emilie Labat heiratete. Das Paar hatte fünf Kinder.
Nach der Niederlage Frankreichs im Deutsch-Französischen Krieg und der Lektüre der Tagebuchaufzeichnungen von René Primevère Lesson, einem Begleiter von Louis Isidore Duperrey, der mit diesem 1823 den Südpazifik erkundet hatte, beschloss Du Breil, ebenso im Gebiet des Südpazifik tätig zu werden. 1877 proklamierte er sich selbst zu Charles I., König von Neufrankreich (französisch: La Nouvelle France), einem imaginären ozeanischen Reich, das Gebiete umfasste, die bis dahin noch von keiner europäischen Macht beansprucht wurden. Durch Zeitungsanzeigen, Mundpropaganda und eine Zeitschrift seines eigenen Verlags, ebenfalls Nouvelle France genannt, machte Du Breil öffentlich auf seine Pläne der Kolonisation aufmerksam.
Insbesondere plante er, eine Kolonie, von ihm Colonie Libre de Port Breton benannt, in Port Breton (heute Lassim Bay an der Südspitze Neuirlands) zu gründen. Seine Ideen wurden allgemein von den Regierungen abgelehnt, er konnte allerdings eine Anzahl Privatpersonen als Unterstützer und potentielle Kolonisten gewinnen.
Letztlich wurde die dritte seiner Expeditionen, oft einfach als de Rays Expedition bezeichnet, vor allem für seinen absoluten Fehlschlag bekannt.

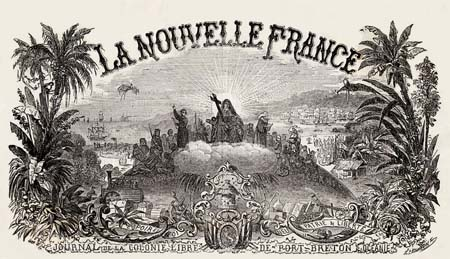
Beispiel für Werbematerial für die Kolonie

Das 1879 in ganz Europa verbreitete Werbematerial für das paradiesische Reich La Nouvelle France beschrieb die Hauptstadt Port Breton als eine prosperierende neue Kolonie mit majestätischen öffentlichen Gebäuden, einem Klima, ähnlich dem der französischen Riviera, breiten Straßen und ausreichend Ackerland, die von zwei früheren Expeditionen erfolgreich kolonisiert worden war.
Am 9. Juli 1880 startete eine Gruppe von 570 schlecht vorbereiteten Kolonisten, hauptsächlich Franzosen, Deutsche und Italiener,  schließlich von Barcelona aus an Bord des Transportschiffs India die Reise in das besagte Neufrankreich. Zuvor hatten italienische Behörden die Ausreise aus einem italienischen Hafen wegen der offensichtlich schlechten Vorbereitung und Gefährdung der Kolonisten verweigert. Du Breil selbst nahm an der Expedition nicht teil. Die Reise nach Neuirland dauerte mehr als drei Monate und die Kolonisten waren gezwungen, unter katastrophal beengten Bedingungen an Bord zu leben. Krankheiten und Spannungen waren auf dem Schiff verbreitet, und Belüftung und Rationen waren knapp, was zu Todesfällen bereits während des Transports führte. Das Schiff und mehr als dreihundert Kolonisten landeten am 14. Oktober 1880 in Port Breton.
In der Folge wurde schnell klar, dass der Standort eine äußerst schlechte Wahl war: von einer Hauptstadt konnte keinerlei Rede sein, Vorräte waren schwer zu bekommen und Krankheiten wie Malaria waren unvermeidlich. Die hohe Sterblichkeitsrate überzeugte die meisten Kolonisten schließlich, bald nach Australien, Neukaledonien und auf die Philippinen zu fliehen.
Du Breil selbst besuchte seine Kolonie nicht und wurde im Juli 1882 in Spanien wegen Betrugs festgenommen. Er wurde an Frankreich ausgeliefert und wegen krimineller Fahrlässigkeit zu sechs Jahren Gefängnis verurteilt. Er unternahm allerdings auch danach noch Versuche, Kolonisten für seine Projekte anzuwerben. Er starb in einer französischen Anstalt in der Nähe von Rosporden, nachdem mehrere weitere seiner Projekte zu Misserfolgen führten.